# Tres cuentos espirituales
Tres cuentos espirituales es un libro de cuentos del autor argentino Pablo Katchadjian. Fue editado en Argentina en 2019 por Blatt & Ríos.

## Cuentos
- Informe sobre la muerte del poeta
- Menos mal
- El libro

## Recepción
En la Revista Ñ del diario Clarín: "Katchadjian va en contra de los textos logrados, los funcionamientos canónicos, los usos estereotipados".
En Página 12 : "En Tres cuentos espirituales conviven matones, poetas, santos, libreros, gigantes y esclavos. En una nueva entrega de su original obra, Pablo Katchadjian propone una ampliación de las formas de lo real, y lo hace recurriendo a la confrontación entre las aventuras de los cuerpos y las de las almas. "